# Игнаце Ковалчик
Игнаце Ковалчик (29. децембар 1913 — 27. март 1996) је био фудбалер. Ковалчик, рођен у Немачкој, играо је за француску репрезентацију.
Ковалчик, рођен у Кастропу, био је пољског порекла. Преселио се у Француску у младости. Француско држављанство је стекао натурализацијом 26. октобра 1934. године.